# Gewondennest
Een gewondennest (GN) is een van oorsprong militaire term voor een locatie waar slachtoffers van een ramp verzameld worden en medische hulp krijgen. Een gewondennest kan spontaan ontstaan op een plek waar slachtoffers zich na een ongeval (relatief) veilig voelen. De professionele medische hulpverlening zal na aankomst in een rampgebied in overleg met de brandweer en politie één of meerdere gewondennesten opzetten op een veilige locatie. Hierbij wordt bijvoorbeeld rekening gehouden met de aan- en afvoerroutes van ambulances en andere hulpdiensten. Wanneer beschikbaar zal hiervoor bijvoorbeeld een schoolgebouw of sportzaal voor worden gebruikt. 

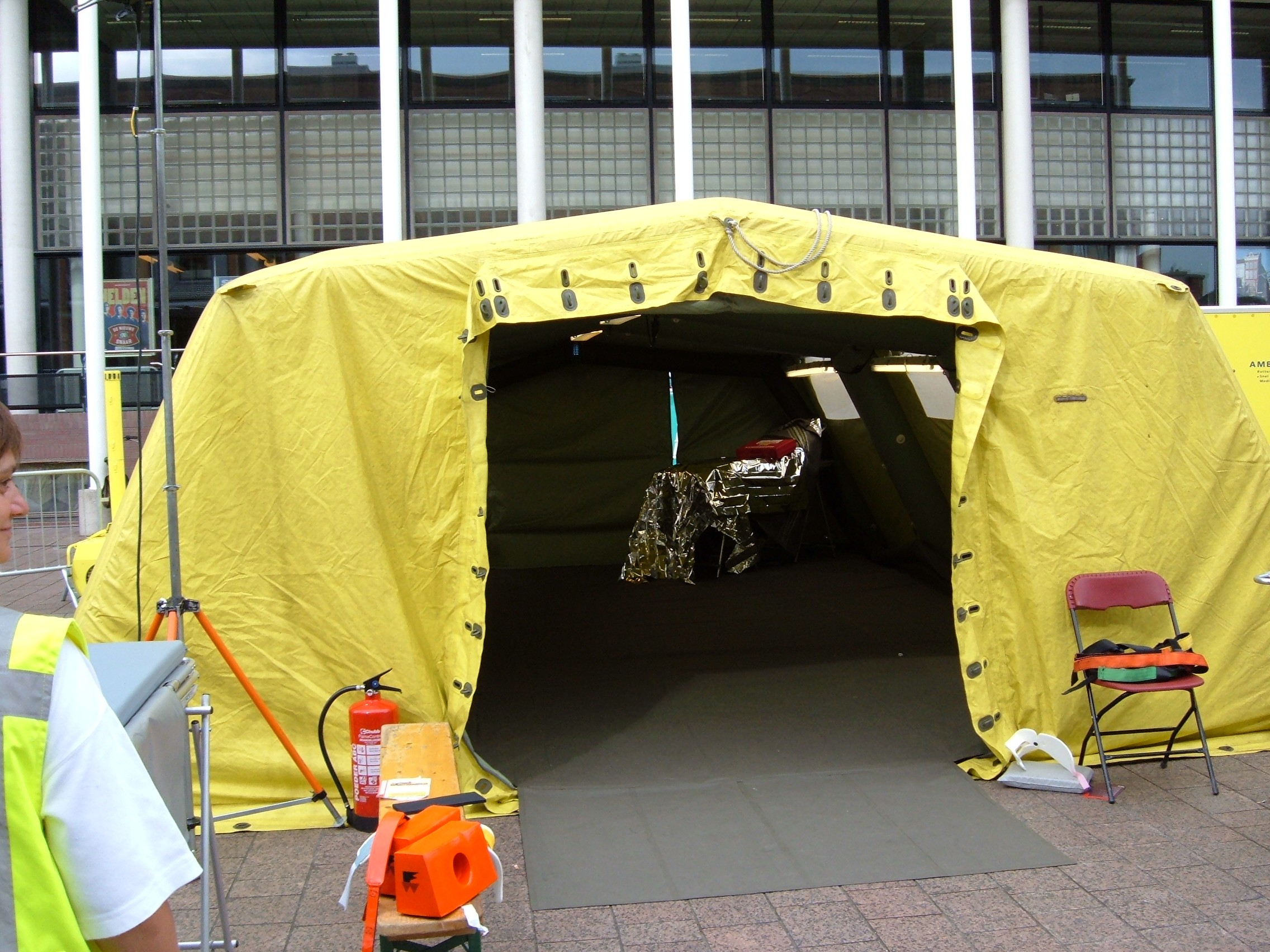
Een Trell Tent waarin een gewondennest kan worden ingericht door een Geneeskundige Combinatie

In Nederland zal bij grotere aantallen slachtoffers die medische hulp nodig hebben een Geneeskundige Combinatie ter plaatse komen om een gewondennest in te richten en de slachtoffers te behandelen zodat zij stabiel per ambulance naar een traumacentrum of ziekenhuis kunnen worden vervoerd. Onderdeel van de uitrusting van de Geneeskundige Combinatie is een opblaasbare Trell tent die door een SIGMA-team kan worden opgezet als er geen beschutte ruimte in de directe omgeving beschikbaar is.
Naast de genoemde tent beschikt de Combinatie over brancards om slachtoffers vanuit het rampgebied naar het gewondennest te vervoeren als zij daar zelf niet toe in staat zijn. Het kan ook voorkomen dat de slachtoffers vanaf een aanlandplaats of overnameplaats naar het gewondennest worden gebracht. Dit gebeurt met name wanneer het rampgebied niet veilig is voor hulpverleners zonder speciale persoonlijke beschermingsmiddelen of niet goed te bereiken is doordat er bijvoorbeeld een ongeval op het water is gebeurd. In deze gevallen zorgen andere hulpverleningsdiensten als de brandweer of reddingsbrigade voor het vervoer tot de overname- of aanlandplaats.